# Rozogi (gmina)
Rozogi – gmina wiejska w województwie warmińsko-mazurskim, w powiecie szczycieńskim. W latach 1975–1998 gmina położona była w województwie ostrołęckim.
Siedziba gminy to Rozogi.
Według danych z 30 czerwca 2004 gminę zamieszkiwało 5612 osób. Natomiast według danych z 31 grudnia 2019 roku gminę zamieszkiwały 5523 osoby.

## Położenie
Gmina Rozogi położona jest w południowo-wschodniej części województwa warmińsko-mazurskiego, przy szlaku komunikacyjnym Warszawa – Mazury, w regionie Zielonych Płuc Polski, na pograniczu mazursko-kurpiowskim.
Od północy sąsiaduje z gminą Świętajno, od wschodu z gminami Ruciane-Nida i Pisz, od zachodu z gminami Szczytno i Wielbark, zaś od południa i południowego wschodu z gminami typowo kurpiowskimi: Myszyniec i Łyse, położonymi w województwie mazowieckim.

## Struktura powierzchni
Według danych z roku 2002 gmina Rozogi ma obszar 223,95 km², w tym:
- użytki rolne: 53%
- użytki leśne: 41%

Gmina stanowi 11,59% powierzchni powiatu.

## Demografia

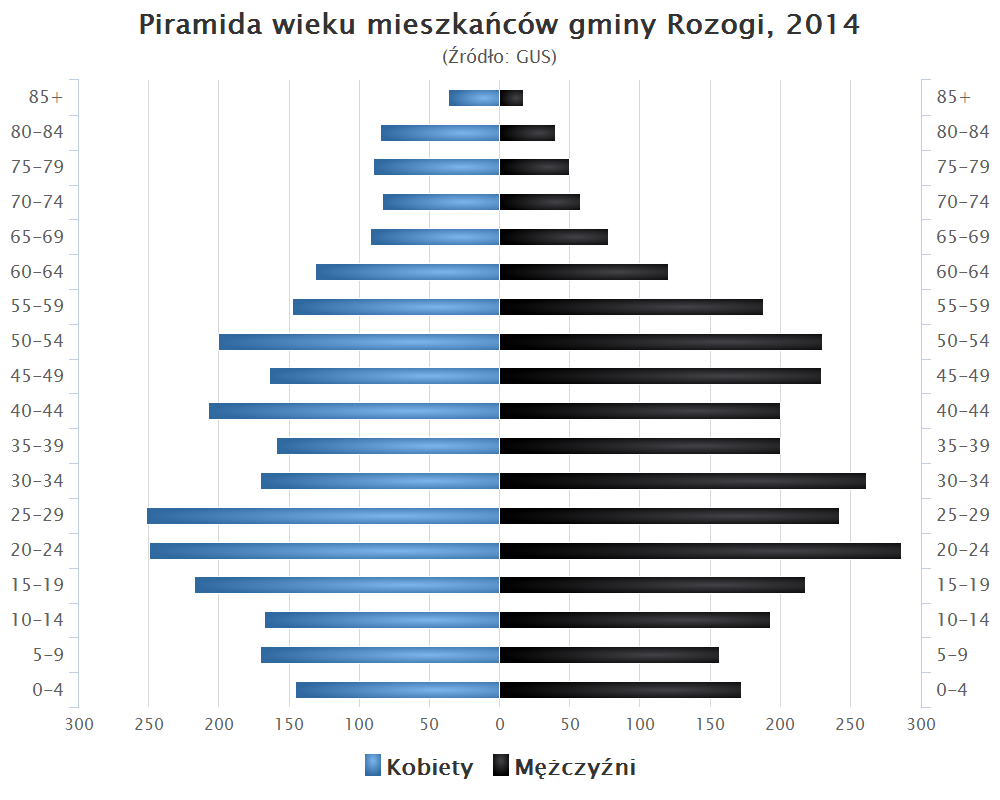
Piramida wieku mieszkańców gminy Rozogi w 2014 roku

Dane z 30 czerwca 2004:
| Opis                              | Ogółem | Ogółem | Kobiety | Kobiety | Mężczyźni | Mężczyźni |
| --------------------------------- | ------ | ------ | ------- | ------- | --------- | --------- |
| jednostka                         | osób   | %      | osób    | %       | osób      | %         |
| populacja                         | 5612   | 100    | 2743    | 48,9    | 2869      | 51,1      |
| gęstość zaludnienia (mieszk./km²) | 25,1   | 25,1   | 12,2    | 12,2    | 12,8      | 12,8      |

## Sołectwa
W gminie ustanowiono sołectwa:
Borki Rozowskie, Dąbrowy I i Dąbrowy II, Faryny, Klon, Księży Lasek, Kowalik, Kwiatuszki Wielkie, Łuka, Orzeszki, Radostowo, Rozogi, Spaliny Wielkie, Wilamowo, Występ, Zawojki

## Pozostałe miejscowości
Antonia, Dąbrowy-Działy, Grodzie, Kiełbasy, Kilimany, Kokoszki, Kopytko, Kwiatuszki Małe, Lipniak, Możdżenie, Nowy Suchoros, Spaliny Małe, Suchorowiec, Wujaki, Wysoki Grąd.

## Sąsiednie gminy
Czarnia, Łyse, Myszyniec, Pisz, Ruciane-Nida, Szczytno, Świętajno, Wielbark